# Schefflera amungwiwae
Schefflera amungwiwae är en araliaväxtart som beskrevs av David Gamman Frodin. Schefflera amungwiwae ingår i släktet Schefflera och familjen araliaväxter.
Artens utbredningsområde är Papua Nya Guinea. Inga underarter finns listade.